# Castello di Powderham

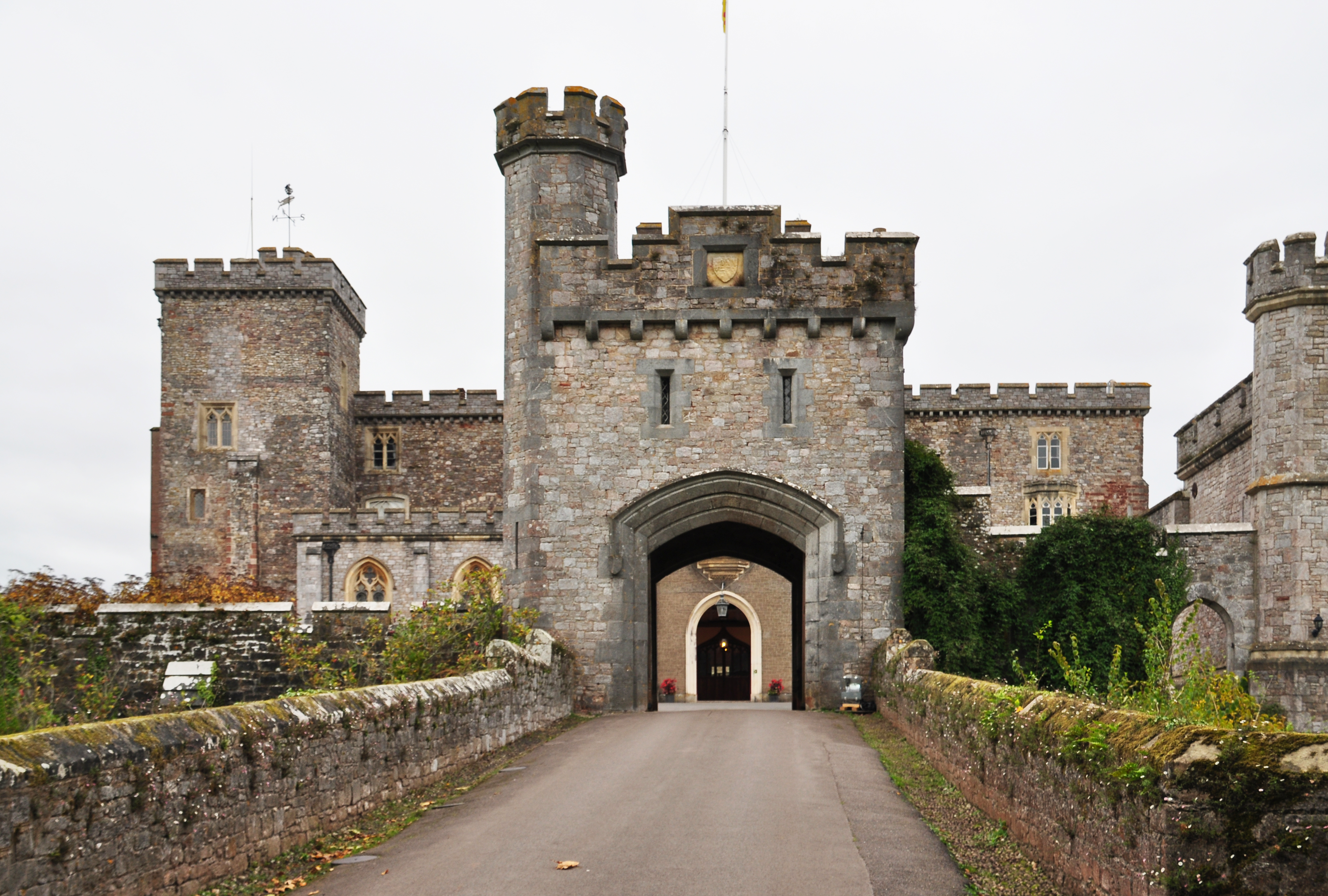
Ingresso del castello di Powderham

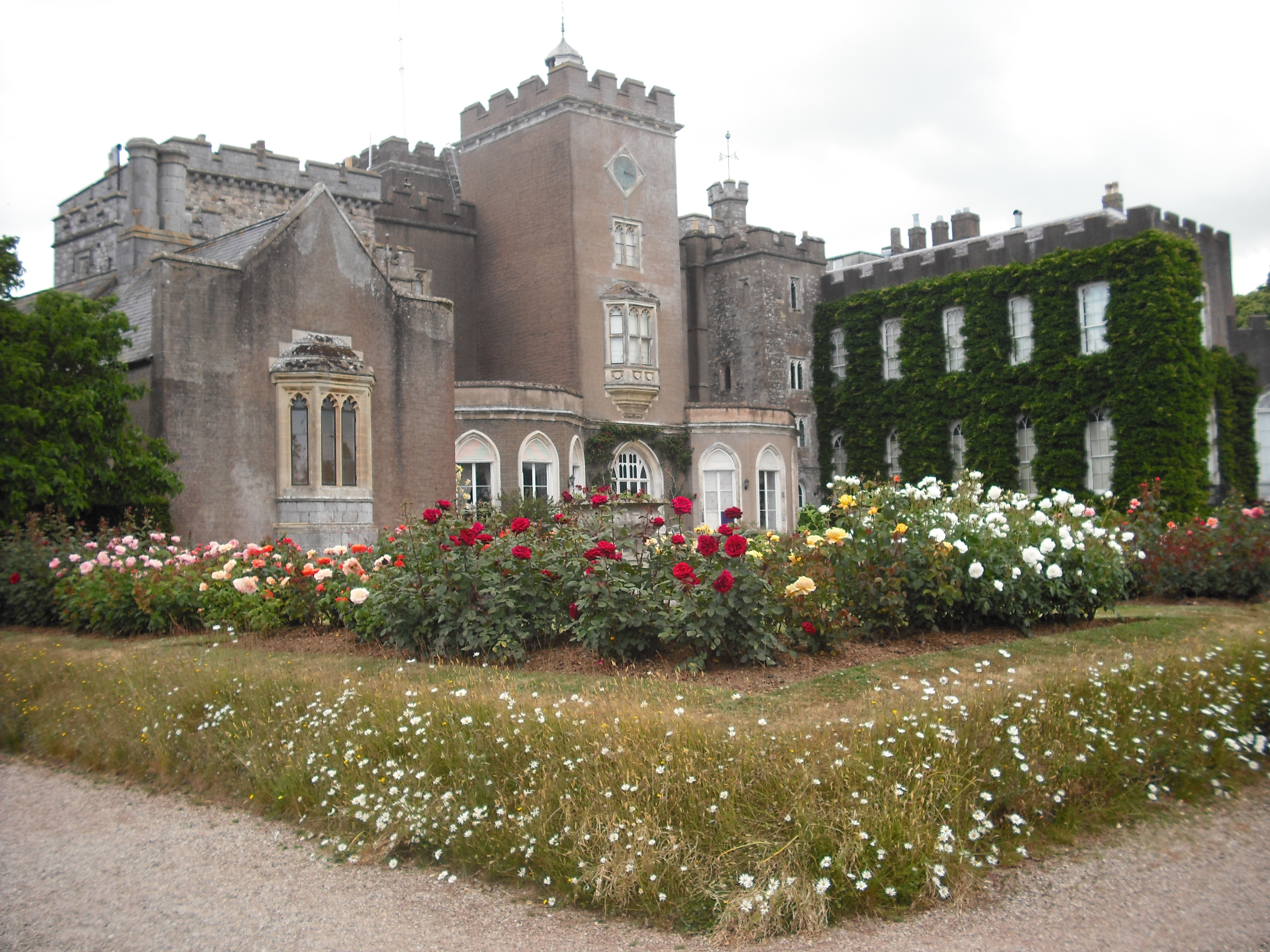
Il castello di Powderham e il giardino circostante

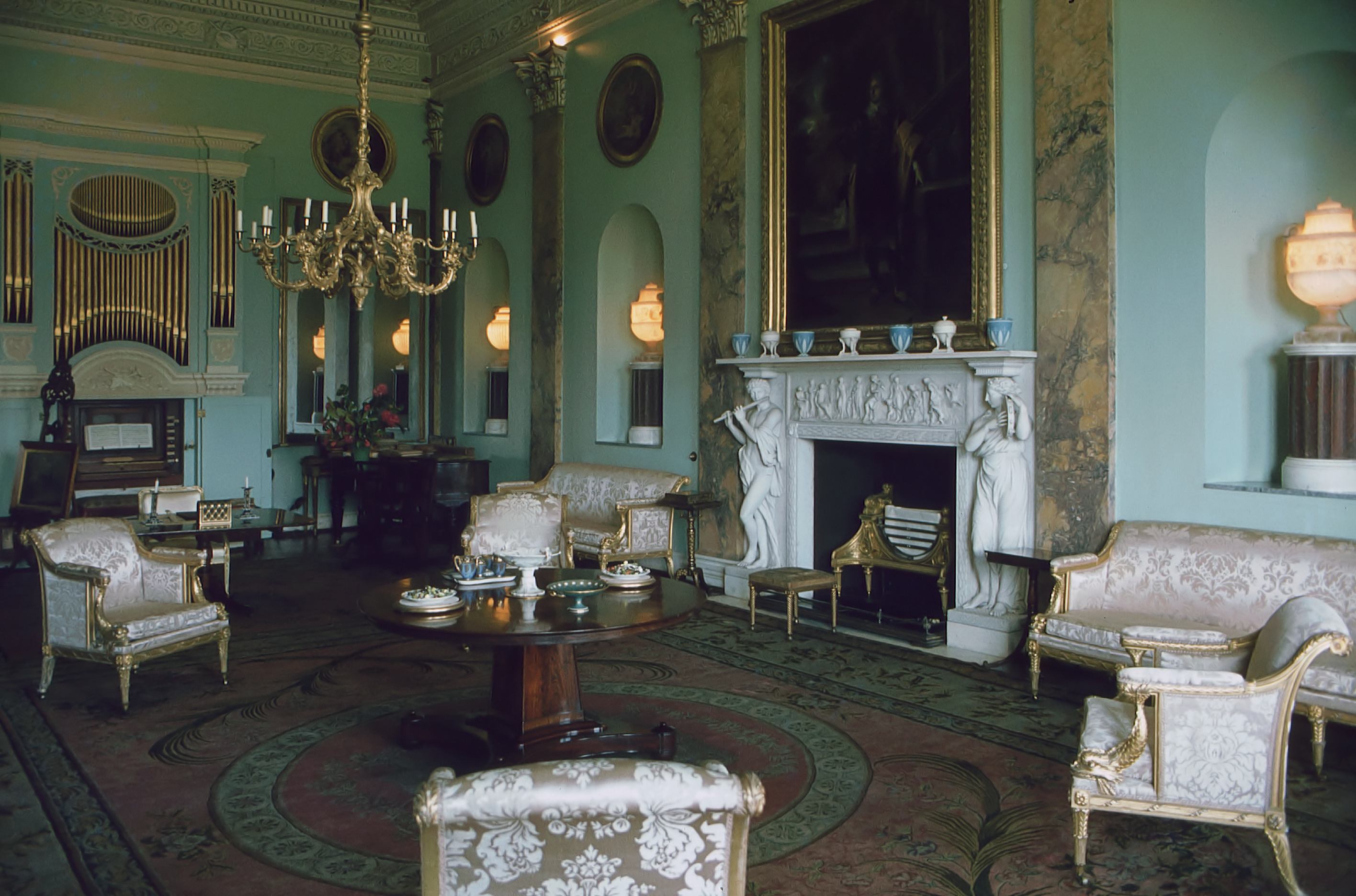
La Music Room

Il castello di Powderham (in inglese Powderham Castle) è uno storico edificio del villaggio inglese di Powderham (dintorni di Exminster), nella contea del Devon (Inghilterra sud-occidentale): eretto tra la fine del XIV secolo e gli anni venti del XV secolo e rimodellato nella metà del XVIII secolo e tra gli anni trenta e sessanta del XIX secolo, è da oltre sei secoli la residenza della famiglia Courtenay, conti del Devon.
L'edificio è classificato come castello di primo grado.

## Storia
L'edificio originario era una fortezza fatta costruire a partire dal 1390-1391 da Sir Philip Courtenay. La costruzione dell'edificio, realizzato in calcare e arenaria, durò circa tre decenni.
Nel corso della guerra civile inglese, il castello di Powderham divenne un presidio della Corona, che nel 1646 venne attaccato con successo dalle truppe del colonnello Hammond.
L'edificio subì le prime modifiche nel corso del XVIII secolo, in modo particolare tra gli anni cinquanta e sessanta: i lavori inclusero, tra l'altro, il rifacimento della scalinata e la ristrutturazione delle librerie. Venne inoltre aggiunta una torre triangolare, la Belvedere Tower, nel 1773.
Ulteriori modifiche vennero quindi apportate tra gli anni trenta e gli anni sessanta del XIX secolo su progetto dell'architetto Charles Fowler, che rimodellò in stile vittoriano gli esterni della residenza. Lo stesso Fowler venne incaricato per ristrutturare in stile gotico il soggiorno. 
Nel novembre del 1952 il castello di Powderham venne incluso nella lista dei castelli di primo grado e sette anni dopo la residenza venne aperta per la prima volta al pubblico.

## Descrizione
Il castello di Powderham si affaccia lungo l'estuario del fiume Exe.

### Esterni
Gli esterni del castello sono prevalentemente in stile vittoriano. Le uniche parti rimanenti dell'originaria fortezza del XIV-XV secolo visibili all'esterno sono rappresentate dalle torri occidentali e orientali.
All'interno del parco si trova anche una cappella religiosa risalente alla fine del XV secolo.
Nei giardini del castello crescono narcisi, primule e violette del Devon. All'interno del parco vivono inoltre cervi, capre pigmee, conigli e porcellini d'India.

### Interni
Gli interni del castello sono in stile georgiano.
Le stanze più antiche, originarie del XIV-XV secolo, sono la Marble Hall e l'Ante-Room. Tra le stanze di maggiore interesse, figura la Music Room ("stanza della musica"), realizzata tra il 1794 e il 1796 dall'architetto James Wyatt su incarico di William Courtenay, IX conte di Devon e utilizzata in occasione di eventi mondani.

## Nella cultura di massa
Alcune stanze del castello di Powderham furono tra le location del film del 1993, diretto da James Ivory e tratto dall'omonimo romanzo di Kazuo Ishiguro, Quel che resta del giorno (The Remains of the Day).